# Filzlaus
Die Filz- oder Schamlaus (Pthirus pubis, Synonym Phthirus pubis; vulgär Sackratte, Sacklaus) ist eine am Menschen parasitierende Tierlausart und einer der Erreger der Pedikulose. Sie ist mit bloßem Auge noch erkennbar und wird über Kleidungsstücke, Bett- und Handtücher oder bei engem körperlichen Kontakt übertragen. Einmal vom Körper entfernt, können Filzläuse bis zu 24 Stunden überleben, ihre Eier noch länger.

## Merkmale
Die Filzlaus wird etwa 1 bis 1,5 Millimeter lang und ist von kurzer, aber breiter Gestalt mit einem grauen Körper. Der Körper trägt sechs paarige, zapfenartige Auswüchse. An den Enden ihrer sechs Beine befinden sich kräftige Halteklauen, mit denen sie sich an den Haaren des Menschen festhält. An den Haaren befestigt sie auch ihre Eier, die Nissen. Nach 8–9 Tagen schlüpfen die Jungen. Es folgen drei Larvenstadien (auch als Nymphenstadien bezeichnet), nach 13–18 Tagen ist die Entwicklung abgeschlossen. Die Imagines legen nach 2 Tagen die ersten Eier.
Die Filzläuse sind durch das Exoskelett aus Chitin (Cuticula) gut geschützt. So halten sie eine Druckbelastung von 758 bis zu 1200 G aus.
In Abhängigkeit von der beim Menschen unterschiedlich ausgeprägten sensorischen Sensibilität und allergischen Sensitivität verursacht der Stich der Filzlaus in die Haut oft starken Juckreiz und eine blaue Verfärbung der Hautpartie.

## Vorkommen
Filzläuse kommen vor allem in der Schambehaarung (Leistengegend, je nach Befallintensität auch an den Innenseiten der Oberschenkel) vor, seltener in den Achsel- und Barthaaren, sehr selten in den Augenwimpern (Cilien) der Ober- und Unterlider (Phthiriasis palpebrarum) und noch seltener in den Augenbrauen. Der Befall der Augenhaare wird meist durch die hygienisch schlechten Bedingungen in Krisen- und Kriegsgebieten ausgelöst. Tritt ein Befall der Augenlider oder Augenbrauen bei Kindern auf, so kann er auch durch einen sexuellen Missbrauch verursacht worden sein, was abzuklären wäre.
Filzläuse befallen nicht die Kopfhaare. Die Filzlaus ist extrem stark auf den Menschen spezialisiert und stirbt spätestens nach 24 Stunden, wenn sie vom Körper entfernt wird. Filzlausbefall wird in der Medizin als Phthiriasis bezeichnet.

## Geschichte
Der Ausdruck „Filzlaus“ (mittelhochdeutsch vilzlūs) wurde bereits im Mittelalter gebraucht.
Seit Beginn des 21. Jahrhunderts ist die Verbreitung der Filzlaus in westlichen Ländern stark zurückgegangen. So findet sich in einer britischen Studie ein signifikanter Rückgang zwischen den Jahren 1997 und 2003. Diese Entwicklung wird größtenteils auf die seit dieser Zeit zunehmend verbreitete Achsel- und Schamhaarentfernung zurückgeführt. Gynäkologen und Urologen im australischen Sydney berichteten, dass sie seit 2008 bei Frauen keinen Filzlausbefall mehr beobachtet hätten, bei Männern betrage der Rückgang 80 Prozent.

## Behandlung

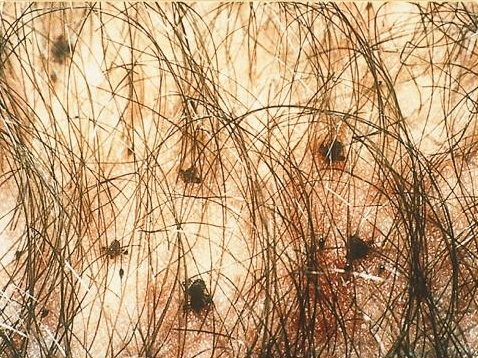
Filzlausbefall im Schamhaar
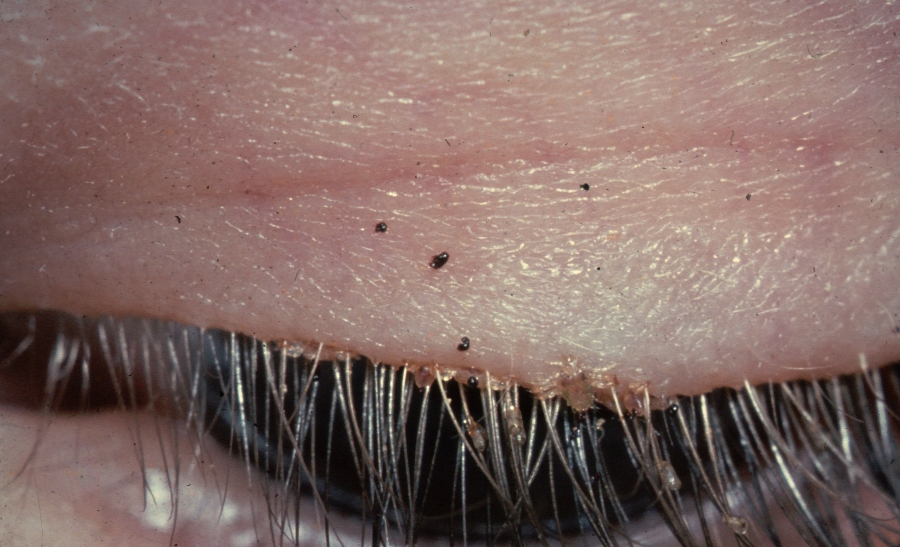
Filzlausbefall auf Augenwimpern

Lindan (in Deutschland nicht mehr zugelassen) und Malathion (in Deutschland und der Schweiz vom Markt genommen) werden in der medikamentösen Behandlung eines Filzlausbefalls eingesetzt. Pyrethrumpräparate sind Mittel der zweiten Wahl. Medizinisches Shampoo gegen Kopf- und Filzläuse ist in jeder Apotheke vorrätig und rezeptfrei erhältlich. Diese Mittel wirken insektizid. Bei Befall der Augenbrauen oder Wimpern dürfen sie nicht angewendet werden. Es eignet sich neben einer vollständigen Entfernung aller Augenwimpern einschließlich der Läuse und ihrer Eier (Nissen) auch die Anwendung verschiedener Wirkstoffe beziehungsweise Präparate wie Fluorescein 20 %, Physostigmin 0,25 %, Vaseline, gelbe Quecksilberoxidsalbe 1 % und Pilocarpin 4 %.
Eine alternative bzw. ergänzende Therapie besteht darin, die Scham- und Achselbehaarung, aber auch das Barthaar wegzurasieren. Außerdem sollten die Kleidung und die Bettbezüge bei mindestens 60 Grad gewaschen und – falls möglich – heiß getrocknet werden. Kleidung, die nicht so heiß gewaschen werden kann, sollte in einer fest verschnürten Plastiktüte oder einem luftdichten Sack 14 Tage separat aufbewahrt werden. Dadurch werden die Filzläuse und aus den Nissen geschlüpfte Nachkommen ausgehungert und sterben. Anschließend kann die Kleidung auch bei geringeren Temperaturen gewaschen werden. In den ersten drei bis vier Tagen sollte im Schambereich hauteng getragene Kleidung wie Unterwäsche und Schlafanzug täglich gewechselt und wie oben beschrieben separat behandelt werden. Um eine Neuansteckung durch einen Ping-Pong-Effekt zu verhindern, sollte in der Behandlungsphase auf sexuelle Kontakte mit anderen sowie auf gemeinsame Benutzung von Handtüchern verzichtet werden.

## Die Filzlaus als Krankheitsüberträger
Anders als die Kopf- und Kleiderlaus, die gelegentlich in Not- und Krisenzeiten als Überträger von gefährlichen Krankheitserregern auffallen, spielt die Filzlaus diesbezüglich in Mitteleuropa keine Rolle mehr.

## Phylogenie, Taxonomie, Herkunft

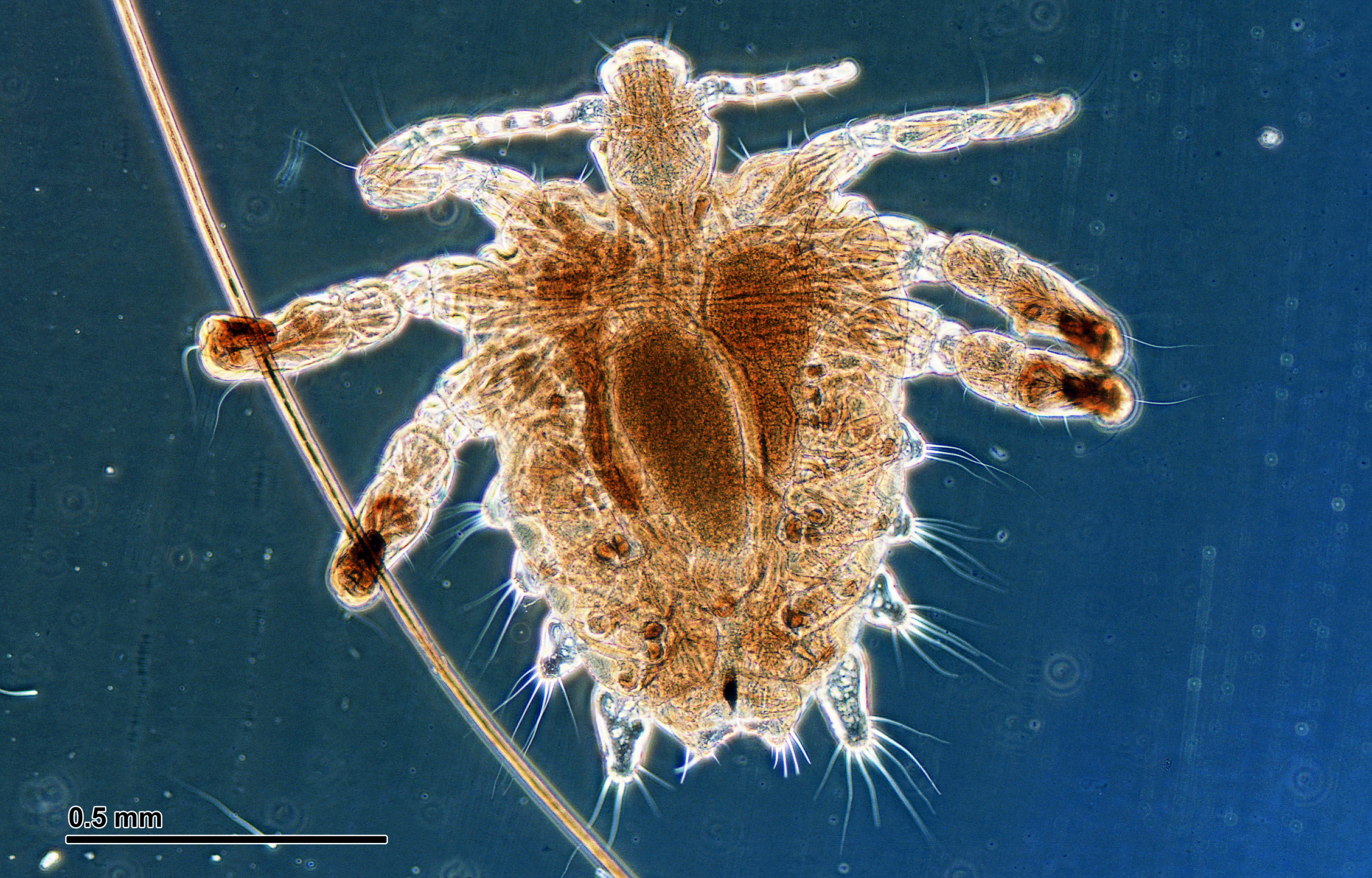
Weibliche Filzlaus im Phasenkontrast-Verfahren

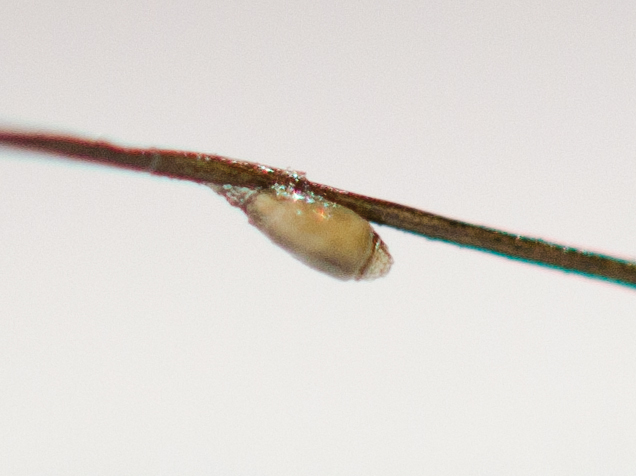
Ei einer Filzlaus auf einem menschlichen Haar

Die Art wurde von Carl von Linné 1758 formal als Pediculus pubis erstbeschrieben, nachdem sie schon jahrhundertelang bekannt gewesen war. Im Jahr 1815 stellte der englische Zoologe William Elford Leach für die Art eine neue Gattung auf. Durch einen Schreibfehler in der Beschreibung erhielt sie, anstelle der beabsichtigten und etymologisch korrekten Form Phthirus den Namen Pthirus. Leach versuchte, den Fehler zwei Jahre später zu korrigieren, wodurch viele Jahrzehnte, teilweise bis heute, zwei Gattungsnamen in Gebrauch kamen. Zusätzlich führte Leach in derselben Arbeit außerdem noch für die Filzlaus den Ersatznamen Phthirus inguinalis ein, der synonym zu Pthirus pubis ist. Die International Commission on Zoological Nomenclature erklärte den zuerst publizierten Gattungsnamen Pthirus im Jahr 1928 für „verfügbar“ (Opinion 104). Dadurch ist dies heute der gültige Name der Gattung. Phthirus Leach, 1817 gilt als ungerechtfertigte Emendation davon.
Die Gattung Pthirus umfasst, neben der Filzlaus, eine weitere Art, Pthirus gorillae Ewing, 1927. Pthirus zählt zu der Ordnung der Tierläuse (Phthiraptera) und hier zu der Unterordnung der Echten Tierläuse (Anoplura). Die Gattung Pthirus ist die einzige Gattung der Familie Pthiridae, die damit nur diese beiden Arten enthält. Schwestergruppe der Pthiridae ist die Familie der Pediculidae oder Menschenläuse, deren drei Arten an Menschen, Schimpansen (Gattung Pan) und an verschiedenen Neuweltaffen parasitieren. Ein Forscherteam um David Reed von der University of Florida in Gainesville (Florida) verglich mit molekularbiologischen Untersuchungen (Erbgut-Analysen) Läuse von Gorillas (Pthirus gorillae) und Filzläuse von Menschen (Pthirus pubis) und fand dabei heraus, dass beide Läusearten gemeinsame Vorfahren hatten und sich anschließend unabhängig voneinander weiterentwickelten. Nach Ansicht der Wissenschaftler kamen die Vormenschen damals durch die Gorillajagd, das Verzehren toter Gorillas oder das Nächtigen in den Nestern der Menschenaffen mit den Ahnen der Filzläuse in Kontakt. Die Filzlaus des Menschen stammt also höchstwahrscheinlich von einem Parasiten einer anderen Primatenart ab, während die Kopf- und Kleiderläuse der Gattung Pediculus bereits bei den homininen Vorfahren des Menschen auftraten. Der genetische Split zwischen Pthirus pubis und ihrer Schwesterart Pthirus gorillae wird nach der Methode der molekularen Uhr auf etwa drei Millionen Jahre abgeschätzt.